# 8 décembre dans les chemins de fer
8 novembre 8 janvier
Chronologies thématiques
- Croisades
- Sports
- Disney

Cette page concerne les événements qui se sont déroulés un 8 décembre dans les chemins de fer.

## Événements

### XXesiècle
- 1972. France : Le TGV 001 atteint la vitesse de 318 km/h, record mondial de vitesse pour un train à traction thermique.
- 1977 : Inauguration officielle du Réseau Express Régional d'Île-de-France.
- 1984.  France. Mise en service du prolongement de la ligne C du métro de Lyon entre Croix-Rousse et Cuire.
- 1990 : inauguration à Rome des stations Santa Maria del Soccorso, Pietralata, Monti Tiburtini, Tiburtina, et Bologna de la ligne B du métro.

### XXIesiècle
- 2006. France-Suisse : la ligne Boncourt - Delle (1,6 km)  a été rouverte par la SNCF et les CFF, en présence du président de la Confédération suisse Moritz Leuenberger et du préfet du Territoire de Belfort. La remise en état de la ligne a coûté 820 000 euros. La réouverture du tronçon français Delle - Belfort est prévue dans le cadre du TGV Rhin-Rhône, à moyen terme.